# Schloss Haldenwang

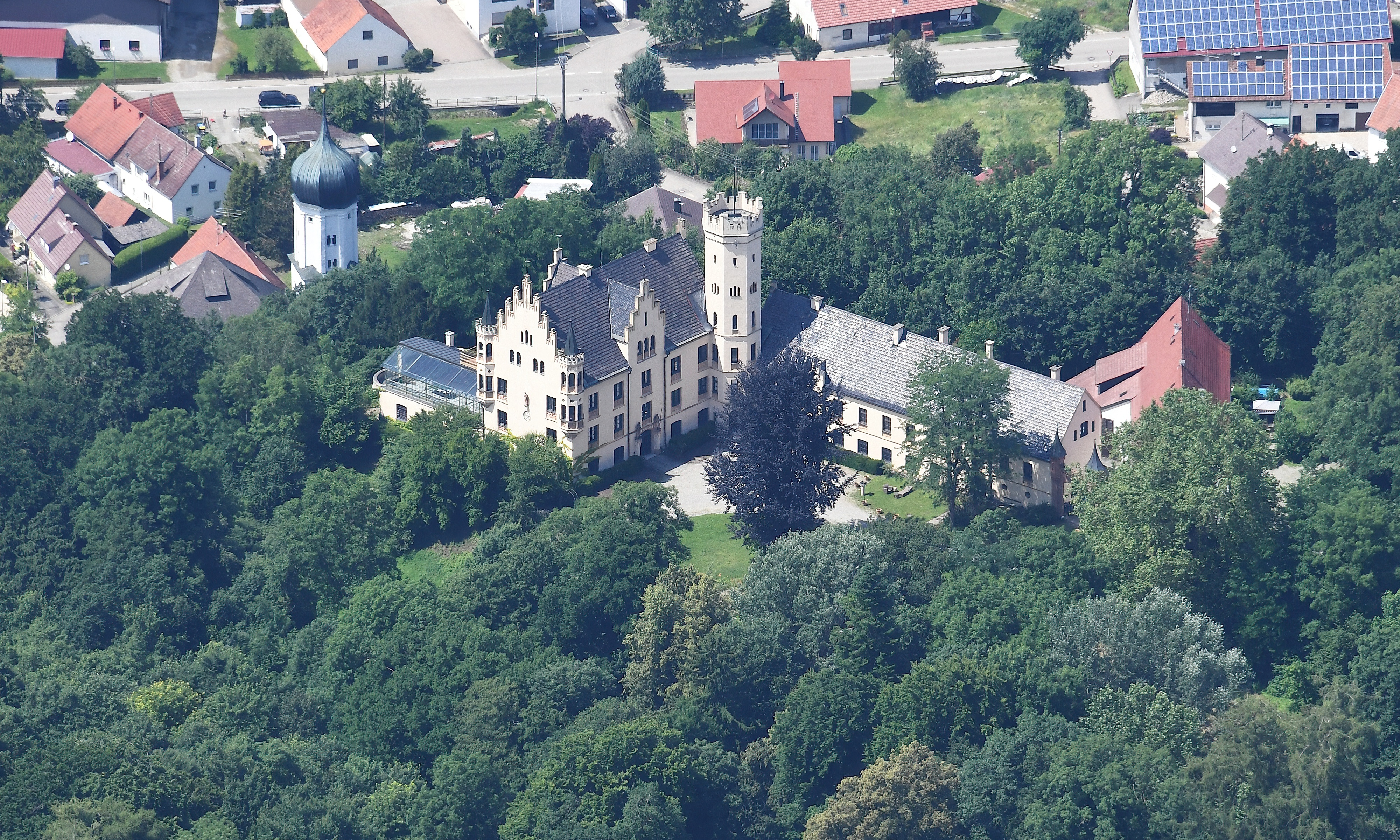
Schloss Haldenwang aus der Vogelperspektive

Schloss Haldenwang besteht aus einem dreistöckigen Hauptgebäude sowie einem später hinzugefügten Achteckturm und anschließenden Wirtschaftsgebäude. Das 1860 im neugotischen Stil umgebaute Schloss thront auf einer Bergzunge hoch über der Ortsgemeinde Haldenwang im Landkreis Günzburg. Das Schloss beherbergt heute sieben Wohnungen.

## Geschichte
Die Anfänge des Schlosses reichen bis in das 15. Jahrhundert zurück. Es wurde um 1480 erbaut und kam 1502 zuerst an die Herren von Knöringen  und schließlich 1515 an die uradelige Familie von Freyberg aus der Linie Freyberg-Eisenberg. 1860 ließ Rudolph von Freyberg-Eisenberg das Schloss nach Plänen von Georg von Stengel im Stil der Neugotik umbauen. Das eigentliche Schlossgebäude ist von Norden nach Süden ausgerichtet und hat nach Westen zwei Anbauten, so dass sich eine Hufeisenform bildet. Die Wirtschaftsgebäude wurden durch den hinzugefügten Achteckturm mit dem Herrenhaus verbunden. Links vom Hauptbau befindet sich der Bibliotheksflügel, dahinter die von außen zugängliche Kapelle, unter der sich die Gruft befindet. Beide Flügel umschließen eine Bastion. Der gesamte Schlosskomplex ist umgeben von einem großen Park und teilweise von einer Schlossmauer.
Das Schloss diente der adeligen Familie bis Ende des Zweiten Weltkrieges als Wohnsitz. 1945 besetzte die US-Army das Areal. Bald wurde es jedoch als Heim für heimatvertriebene Kriegsversehrte genutzt. 1984 wurde das Schloss renoviert und umgebaut. Neben den vermieteten Wohnungen stehen heute noch eine Reihe von repräsentativen Räumen der öffentlichen Nutzung zur Verfügung (Rittersaal, Bibliothek, Spiegelsaal etc.). Die neugotische Schlosskapelle kann für religiöse Feiern gemietet werden.
Das Schloss ist im Besitz der freiherrlichen Familie von Freyberg-Eisenberg.